# Carl Johan Hammarström
Carl Johan Hammarström (i riksdagen kallad Hammarström i Köping), född 30 april 1842 i Fellingsbro, död 23 april 1926 i Köping, var en svensk hovslagare och politiker (liberal).
Carl Johan Hammarström verkade som hovslagare i Köping, där han också var kommunalt verksam och aktiv i den lokala baptistförsamlingen. Han var riksdagsledamot i andra kammaren 1892–1908, fram till 1896 för Västerås och Köpings valkrets och från 1897 för Köpings, Nora, Lindesbergs och Enköpings valkrets. Han anslöt sig 1895 till det nybildade liberala riksdagspartiet Folkpartiet och följde med då detta parti uppgick i Liberala samlingspartiet 1900.
I riksdagen var han bland annat suppleant i bevillningsutskottet 1903–1905 och 1908 samt suppleant i konstitutionsutskottet 1906–1907. Han var aktiv i socialpolitiska frågor, till exempel för statsbidrag till sjukkassor.